# Blasius Kleiner
Blasius Kleiner (n. secolul al XVIII-lea – d. 1785) a fost un călugăr franciscan sas, stareț al Mănăstirii Vințu de Jos, autorul primei monografii care descrie figura legendară a ciobanului Bucur.
Informațiile lui Blasius Kleiner au putut proveni din Tentamen historiae Vallachicae, lucrare publicată în 1728 de Johann Filstich, rectorul gimnaziului din Brașov.
Monografia lui Kleiner din 1761 despre istoria bulgarilor a fost redactată la un secol după prima istorie a Bulgariei, care a fost scrisă tot de un franciscan, Petru Bogdan, în 1667. Monografia lui Kleiner a fost tradusă din latină în bulgară și publicată la Sofia în anul 1977.

## Scrieri
- Archivium tripartitum inclytae provinciae Bulgariae⁠(bg)[traduceți], 1761.